# Бризантні вибухові речовини
Бризантні вибухові речовини (англ. detonating explosives, desruptive explosives, high explosives, нім. hoch-explosive, Sprengstoffe, Brisanzsprengstoffe) — вибухові речовини, зазвичай менш чутливі до зовнішніх впливів, ніж ініціюючі вибухові речовини. Здатні до стійкої детонації. Швидкість поширення детонації — від 3 до 9 км/с.
Використовуються:
- у промисловості у вибуховій техніці як засіб подрібнення корисних копалин, конструкцій тощо;
- у військовій справі для спорядження інженерних боєприпасів у чистому вигляді, а також у вигляді сплавів і сумішей.

Їхнє горіння переходить у детонацію лише в замкнутому об'ємі або при наявності великої кількості вибухових речовин.
На практиці детонація бризантних вибухових речовин здійснюється шляхом вибуху невеликої кількості ініціюючої вибухової речовини. Більшість бризантних вибухових речовин — ароматичні нітросполуки, нітраміни, нітроефіри. 
Основну масу промислових бризантних вибухових речовин складають амоніти та грануліти, в меншій кількості використовуються динаміти, амонали, алюмотол, водонаповнені вибухові речовини. 
З бризантних вибухових речовин виділяють підклас ініціюючих вибухових речовин, які застосовуються тільки в засобах ініціювання.
У шахтах, в атмосфері яких є метан або інші вибухові суміші, для проведення вибухових робіт застосовують так звані запобіжні бризантні вибухові речовини (вони містять певну кількість NaCl, KCl).
За потужністю бризантні вибухові речовини діляться на:
- підвищеної потужності (тротиловий еквівалент більше 1,25): ТЕН, гексоген, тетрил, окфол, МС, Торпекс, ТГА-16, ТГ-16, ПВВ-7, ПВВ-12М, ВС-6Д;
- нормальної потужності (тротиловий еквівалент 0,9 — 1,25): тротил, пікринова кислота, ТГ-50, ТГ-40, ТГ-20, ПВВ-4, ПВВ-5А(5АМ), ПВВ-12С, ЕВР-11;
- пониженої потужності (тротиловий еквівалент менше 0,9): аміачно-селітрові вибухові речовини (амоніти, аматоли, алюміти, ігданіти, гранітоли, акватоли, карботоли, аквамали, акваніти, емуліти, грамоніти).